# Tramon Williams
Tramon Vernell Williams (* 16. März 1983 in Houma, Louisiana) ist ein ehemaliger US-amerikanischer American-Football-Spieler in der National Football League (NFL). Er spielte von 2006 bis 2020 in der NFL als Cornerback. Dabei verbrachte er die meiste Zeit bei den Green Bay Packers, mit denen er den Super Bowl XLV gewann.

## College
Williams, der schon früh sportliches Talent erkennen ließ und in der Highschool auch dem Leichtathletik- sowie dem Basketball-Team angehörte, besuchte die Louisiana Tech University und spielte für deren Mannschaft, die Bulldogs, als Defensive Back College Football.

## NFL

### Houston Texans
Williams’ Karriere als Profi begann holprig. Beim NFL Draft 2006 fand er keine Berücksichtigung, wurde aber später von den Houston Texans als Free Agent verpflichtet. Er machte die Vorbereitung mit, wurde aber noch in der Preseason wieder entlassen.

### Green Bay Packers
Ende November 2006 wurde er von den Green Bay Packers für deren Practice Squad verpflichtet.
In der Spielzeit 2007 kam er erstmals in der NFL zum Einsatz, und zwar sowohl in der Secondary als auch in den Special Teams, wo er als Punt Returner sogar einen Touchdown erzielen konnte.
In den folgenden Saisons erhielt er immer mehr Spielzeit und lief immer öfter als Starter auf.
Besonders erfolgreich verlief die Saison 2010, wo er nicht nur für seine konstant guten Leistungen in den Pro Bowl berufen wurde, sondern auch mit den Packers den Super Bowl XLV gewinnen konnte. Vor allem in den Play-offs lief er zur Höchstform auf. So gelang ihm etwa in der Endphase des Matches gegen die Philadelphia Eagles die spielentscheidende Interception, gegen die Atlanta Falcons konnte er einen Defensive Touchdown erzielen und im Super Bowl gegen die Pittsburgh Steelers drei Pässe verteidigen.
Auch in den folgenden Jahren blieb er Starting Cornerback der Packers und spielte auf konstant hohem Niveau.

### Cleveland Browns
Am 16. März 2015 unterschrieb Williams bei den Cleveland Browns einen Dreijahresvertrag in der Höhe von 21 Millionen US-Dollar.
In seiner ersten Saison bei seinem neuen Team gelangen ihm 69 Tackles, 10 Passverteidigungen und eine Interception. Am 7. Februar 2017 wurde Williams von den Browns wieder entlassen.

### Arizona Cardinals
Am 30. Juli 2017 wurde William von den Arizona Cardinals verpflichtet.

### Rückkehr zu den Packers
Im März 2018 unterschrieb er bei den Green Bay Packers einen Zweijahresvertrag über knapp 10 Millionen US-Dollar. Er bestritt in zwei Saisons 23 Spiele als Starter.

### Baltimore Ravens
Am 10. November 2020 nahmen die Baltimore Ravens Williams unter Vertrag.

### Erneute Rückkehr zu den Packers
Nach dem Ausscheiden der Baltimore Ravens in den Play-offs kehrte Williams vor dem NFC Championship Game zu den Packers zurück. Bei der Niederlage von Green Bay gegen die Tampa Bay Buccaneers kam er allerdings nicht zum Einsatz. Nach der Saison gab Williams am 16. März 2021 sein Karriereende bekannt.